# Портогруаро
Портогруаро (итал. Portogruaro) — коммуна в Италии, расположена в области Венеция, подчиняется административному центру метропольный город Венеция.
Население коммуны, на 01.01.2024 года, составляет 24 356 человек, плотность населения — 236,74 чел./км². Коммуна занимает площадь 102,88 км². 
Почтовый индекс — 30026. Телефонный код — 0421.
Покровителем коммуны почитается святой апостол Андрей. Праздник ежегодно празднуется 30 ноября.

## Города-побратимы
- Марманд, Франция
- Эхеа-де-лос-Кабальерос, Испания